# Ameliella
Ameliella är ett släkte av svampar. Enligt Catalogue of Life ingår Ameliella i divisionen sporsäcksvampar och riket svampar, men enligt Dyntaxa är tillhörigheten istället familjen Lecanoraceae, ordningen Lecanorales, klassen Lecanoromycetes, divisionen sporsäcksvampar och riket svampar.

## Dottertaxa tillAmeliella, i alfabetisk ordning[1][2]
| Ameliella andreaeicola |
| Ameliella grisea       |